# لینکلنیا (ویرجینیا)
لینکلنیا، ویرجینیا (به انگلیسی: Lincolnia) یک منطقه سرشماری‌شده در ویرجینیا است که در شهرستان فرفکس، ویرجینیا واقع شده‌است.

## خصوصیات
لینکلنیا ۷٫۶ کیلومترمربع مساحت و ۲۲٬۸۵۵ نفر جمعیت دارد و ۷۵ متر بالاتر از سطح دریا واقع شده‌است.